# Anakinra
Anakinra (merknaam Kineret) is een biological dat wordt gebruikt voor de behandeling van reumatoïde artritis, cryopyrine-geassocieerde periodieke syndromen, familiaire mediterrane koorts en de ziekte van Still.  Het is een recombinante en licht gewijzigde versie van het humane interleukine-1-receptorantagonist-eiwit.  Het wordt op de markt gebracht door Swedish Orphan Biovitrum. Anakinra wordt toegediend via een subcutane injectie.

## Toepassingen
Het wordt gebruikt als tweedelijnsbehandeling om symptomen van reumatoïde artritis te behandelen nadat behandeling met een disease-modifying antirheumatic drug (DMARD) heeft gefaald. Het kan worden gebruikt in combinatie met sommige DMARD's.
Het wordt gebruikt voor alle leeftijden, van zuigelingen tot volwassenen met een cryopyrine-geassocieerd periodiek syndroom, inclusief neonatale multisystemische ontstekingsziekte.
Het lijkt ook effectief te zijn bij de behandeling van macrofaagactiveringssyndroom (MAS), een vorm van cytokinestorm.
Het wordt ook gebruikt voor de behandeling van het syndroom van Schnitzler (off-label in de VS).
Er is aangetoond dat het helpt bij de behandeling van secundaire hemofagocytische lymfohistiocytose (HLH), vooral bij pediatrische patiënten met andere reumatologische aandoeningen.
Offlabel wordt het gebruikt voor de behandeling van systemische juveniele idiopathische artritis (SJIA), jicht, calciumpyrofosfaatafzetting (CPPD), de ziekte van Behcet, spondylitis ankylopoetica, uveïtis en andere auto-inflammatoire syndromen.

## Veiligheid
Het middel is niet getest bij zwangere vrouwen, maar bleek veilig te zijn in dierstudies.
Anakinra mag niet worden gebruikt bij mensen die actieve infecties of latente tuberculose hebben, die een laag aantal witte bloedcellen hebben of die TNF-remmers gebruiken.

## Bijwerkingen
Meer dan tien procent van de mensen die anakinra gebruiken, heeft reacties op de injectieplaats, hoofdpijn en een verhoogd cholesterolgehalte. Tussen één en tien procent van de ontvangers krijgt ernstige infecties, verminderde witte bloedcellen of verminderde bloedplaatjes. Het is onduidelijk of het gebruik van anakinra het risico op kanker verhoogt; studies worden gecompliceerd door het feit dat mensen met reumatoïde artritis sowieso al een hoger risico op kanker lopen.

## Chemie
Anakinra verschilt van de volgorde van de interleukine 1-receptorantagonist door één methionine- aminozuur toegevoegd aan het N-uiteinde ervan; het verschilt ook van het menselijke eiwit doordat het niet geglycosyleerd is, omdat het wordt geproduceerd in Escherichia coli.

## Geschiedenis
Anakinra werd voor het eerst goedgekeurd in de VS in 2001 en de Europese Unie in 2002.
In 2018 publiceerde NHS England "beleid voor klinische inbedrijfstelling: Anakinra voor de behandeling van periodieke koorts en auto-inflammatoire aandoeningen (alle leeftijden)". Hierdoor kon anakinra in gebruik worden genomen als eerstelijnsbehandeling voor het syndroom van Schnitzler en in gevallen waarin de eerstelijnsbehandeling niet effectief is voor familiale mediterrane koorts, hyper-IgD-syndroom ook bekend als mevalonaatkinasedeficiëntie en TNF-receptor-geassocieerd periodiek syndroom (TRAPS), Ook publiceerde de NHS beleid voor klinische ingebruikname: anakinra/tocilizumab voor de behandeling van de ziekte van Still bij volwassenen die ongevoelig is voor tweedelijns therapie (volwassenen), waardoor anakinra kan worden ingezet voor de ziekte van Still op volwassen leeftijd "als een derdelijnsbehandeling waarbij patiënten ongevoelig zijn voor DMARD's met een steroïde-sparend effect".
In december 2020 werd anakinra door de Amerikaanse Food and Drug Administration goedgekeurd voor de behandeling van deficiëntie van de interleukine-1-receptorantagonist (DIRA), een zeldzame auto-inflammatoire kinderziekte. In 2021 werd aangekondigd dat het ministerie van Volksgezondheid van de Russische Federatie het gebruik van Anakinra voor de behandeling van CAPS had goedgekeurd.
In oktober 2021 publiceerde NHS England Clinical Commissioning Policy: Anakinra for Haemophagocytic Lymphohistiocytosis (HLH) voor volwassenen en kinderen van alle leeftijden, waardoor Anakinra kan worden gebruikt bij de behandeling van HLH.
Ook werd in oktober 2021 werd gemeld dat het Iraanse bedrijf PersisGen "een nieuwe formulering van Anakinra" had ontwikkeld, genaamd PerkinRA. De resultaten van een klinische proef met PerkinRA waren eerder gemeld.

## Onderzoek
Anakinra bleek effectief voor meningitis veroorzaakt door een zeldzame genetische mutatie in het gen NALP3 bij een 67-jarige man die was ingeschreven in het Undiagnosed Diseases Network. Onderzoekers van de Johns Hopkins University kondigden in 2019 aan dat anakinra, gegeven aan zwangere muizen met het Zika-virus, foetale sterfte en geboorteafwijkingen had verminderd. In november 2019 meldden onderzoekers van de Universiteit van Manchester dat anakinra mogelijk een nut heeft om te voorkomen dat borstkanker zich naar de botten verspreidt.
Anakinara is onderwerp van meerdere klinische onderzoeken om COVID-19-patiënten te behandelen, door zich te richten op mechanismen bij patiënten met hyperinflammatie. In 2021 concludeerde een review en meta-analyse van 9 onderzoeken met 1119 gevallen dat "beschikbaar bewijs aantoont dat behandeling met anakinra zowel de noodzaak van invasieve mechanische ventilatie als het sterfterisico van niet-geïntubeerde ziekenhuispatiënten met COVID-19 vermindert zonder het risico op bijwerkingen."
In 2021 werd gemeld dat anakinra de neuropathische pijn leek te verminderen die werd ervaren door patiënten die chemotherapie met vincristine ondergaan, en zei dat "het herbestemmen van anakinra een effectieve strategie voor gelijktijdige behandeling kan zijn om door vincristine geïnduceerde perifere neuropathie te voorkomen".
In juli 2021 evalueert de  European Medicines Agency (EMA) de mogelijkheid van het gebruik van anakinra bij  COVID-19 bij volwassenen met longontsteking die risicio lopen op longfalen. In september 2021 bleek significante verbetering op te treden na behandeling met anakinra.